# Bundesautobahn 71 (Germania)
Bundesautobahn 71 (abreviere: BAB 71) – forma scurtă: Autobahn 71 (abreviere: A 71) este o autostradă în Germania care leagă Sangerhausen de Schweinfurt prin Erfurt și Munții Pădurea Turingiei și are o lungime de 220 km. Primul tronson de la Erfurt-Bindersleben până la legătura provizorie Traßdorf a fost deschis circulației în 1998, ultimul tronson între Etzleben și Sömmerda-Ost la 3 septembrie 2015.

## Traseu
Autostrada A 71 traversează Pădurea Turingiană în punctul său cel mai îngust dintre intersecțiile Arnstadt-Süd și Meiningen-Nord pe o distanță de aproximativ 60 km și este cunoscută și sub numele de Autostrada Pădurea Turingiană. Traversarea propriu-zisă a crestei are loc la o altitudine de 670 m deasupra nivelului mării, cu un gradient maxim de două procente în tunelul Rennsteig, lung de aproape opt kilometri, cu mare diferență cel mai lung tunel rutier din Germania. Cinci tuneluri rutiere cu o lungime mai mare de 1 kilometru sunt situate pe A 71. 
De-a lungul autostrăzii mai se găsesc următoarele localități de la nord la sud: Artern, Heldrungen, Kölleda, Sömmerda, Erfurt, Arnstadt, Ilmenau, Geraberg, Oberhof, Zella-Mehlis, Suhl, Meiningen, Mellrichstadt, Bad Neustadt, Münnerstadt și Bad Kissingen.

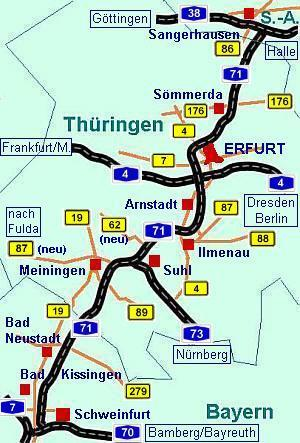
Traseul A 71 Schweinfurt–Sangerhausen cu triunghiurile și intersecțiile de autostrăzi

A 71 are în total 31 conexiuni (intrări / ieșiri) numărul 1 fiind Triunghiul Südharz iar numărul 31 Triunghiul Werntal.

## Detalii constructive

### Benzi de circulație și secțiune transversală standard
Autostrada are patru benzi, cu benzi suplimentare (oprire de avarii) în afara tunelurilor. Doar într-o porțiune în rampă spre Schweinfurt în apropierea Pădurii Turingiene, între tunelul Behringen și ieșirea 15 Ilmenau-Ost, A 71 se lărgește de la două la trei benzi pe carosabilul în urcare.
Între joncțiunile AS 9 Erfurt-Mittelhausen și AS 10 Erfurt-Gispersleben s-au construit benzi continui de întrețesere a circulație în ambele sensuri, în loc de benzi de urgență.
Majoritatea traseului are o secțiune transversală standard de 26 m lățime. Pe tronsonul de nord dintre Sangerhausen și Sömmerda, autostrada a fost realizată cu o lățime de 29,5 m.

### Limitarea de viteză
Între tunelurile Alte Burg și Berg Bock, există o limitare de viteză de obicei de 80 km/h pe o lungime de aproximativ 18 kilometri cu indicatoare cu mesaje variabile, care este monitorizată de cinci puncte fixe de măsurare pe fiecare sens de mers. Acestea sunt amplasate în tunelul Rennsteig la km 117 și 120, între tunelul Hochwald și tunelul Berg Bock la km 125 și în tunelul Berg Bock la km 128.

### Sisteme de măsurare a vitezei și distanței
Există un sistem de măsurare a vitezei și distanței (între autovehicule) înaintea tunelului Alte Burg la km 112 și 113,5. De asemenea, a fost testat aici în 2003 un sistem neautorizat de detectare a plăcuțelor de înmatriculare. Un alt sistem de măsurare a distanței este situat chiar în fața tunelului Alte Burg, venind dinspre Erfurt. Pe ambele sisteme este înregistrată și viteza de determinare a distanței de siguranță între vehicule.

### Superlative
- Viaductul Wilde Gera: cu o deschidere de 252 m, cel mai mare pod arc din beton armat din Germania pe care traversează un drum
- Tunelul Rennsteig: având 7916 m, este cel mai lung tunel rutier din Germania și după Tunelul Gran Sasso, Tunelul Plabutsch și Tunelul Seelisberg al patrulea cel mai lung tunel rutier bitub din Europa

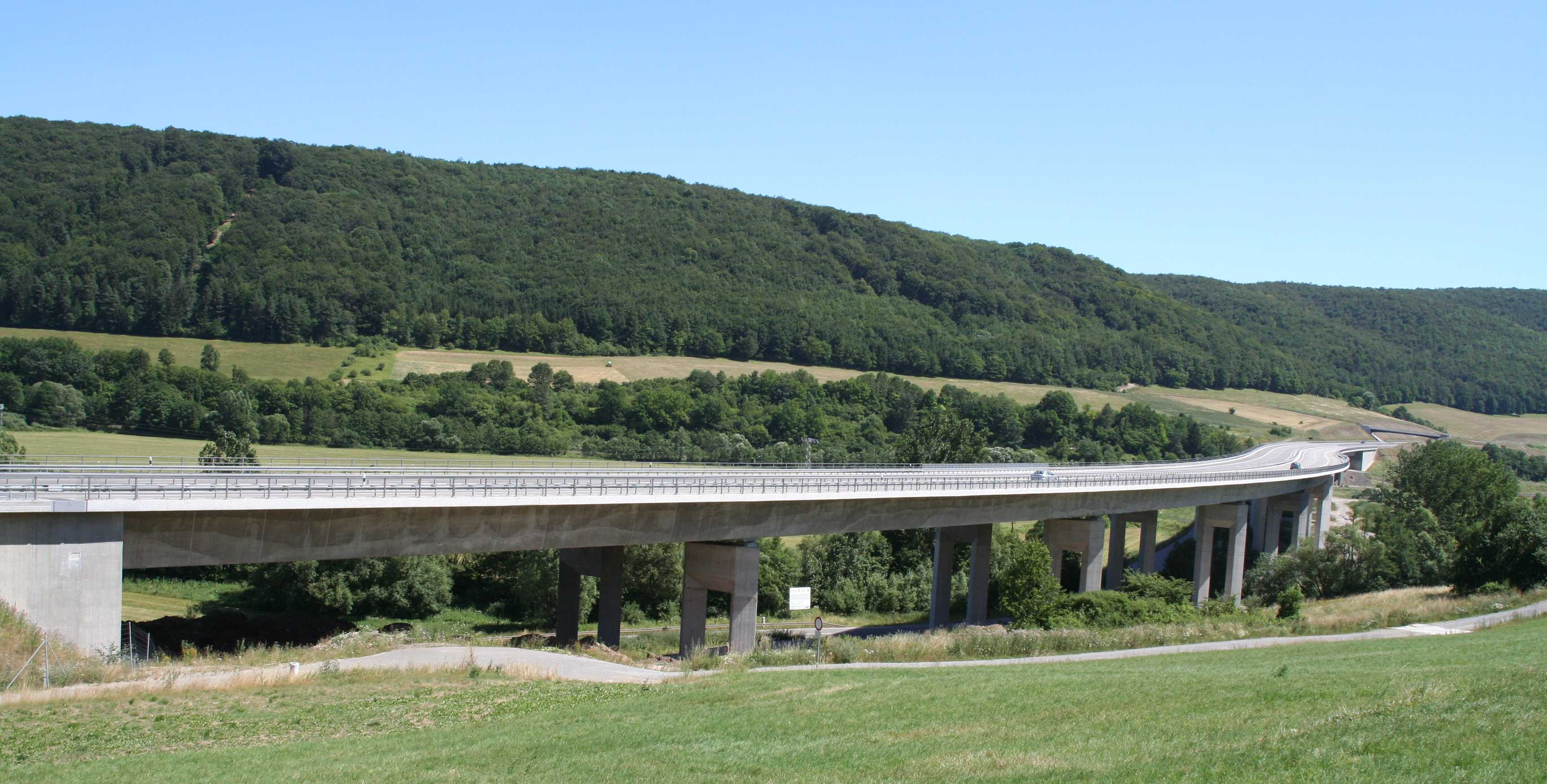
Viaductul Haseltal
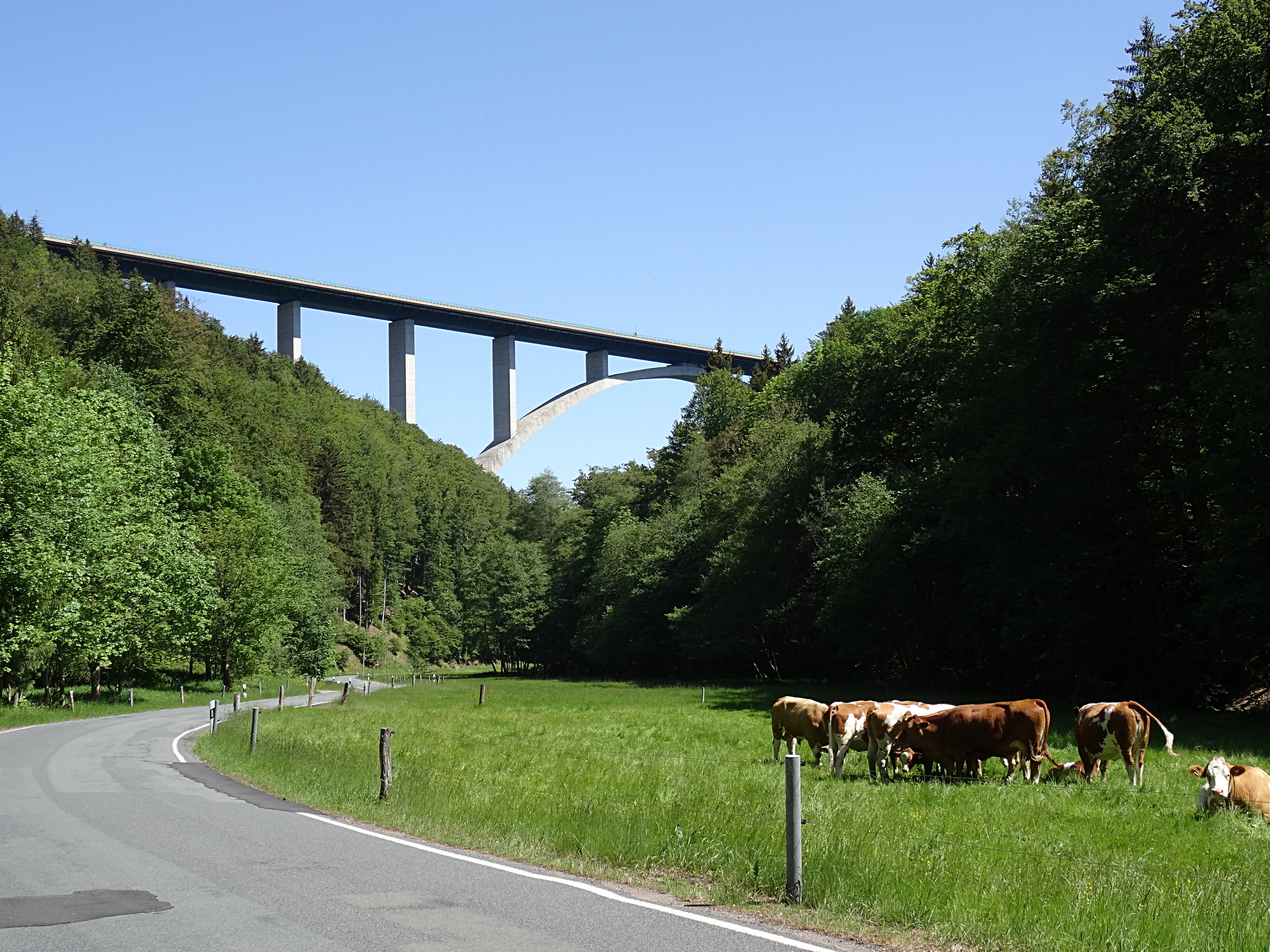
Viaductul Wilde Gera
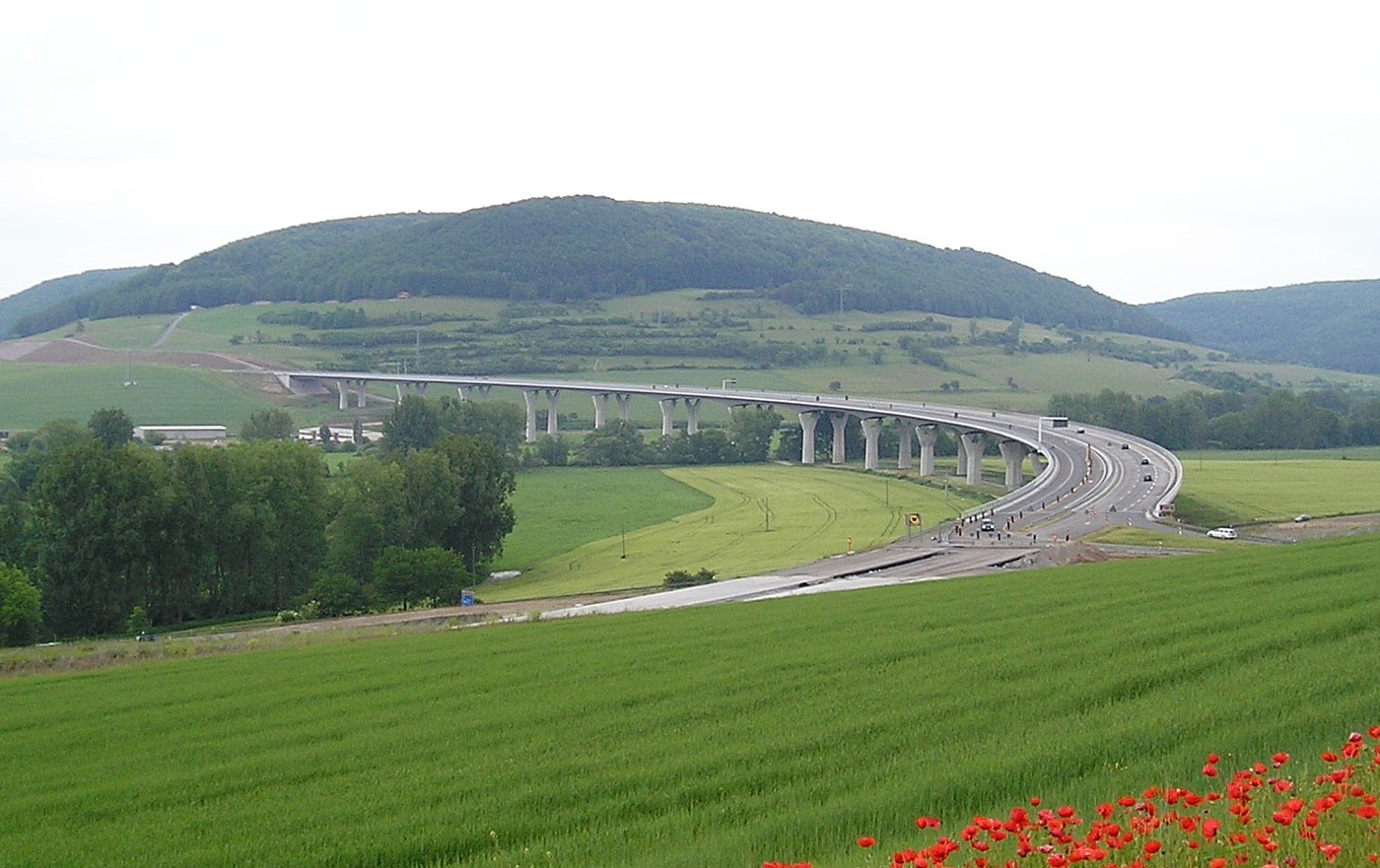
Viaductul Werra la joncțiunea 22 Meiningen-Süd, cu lungimea de 1194 m fiind cel mai lung viaduct pe A 71
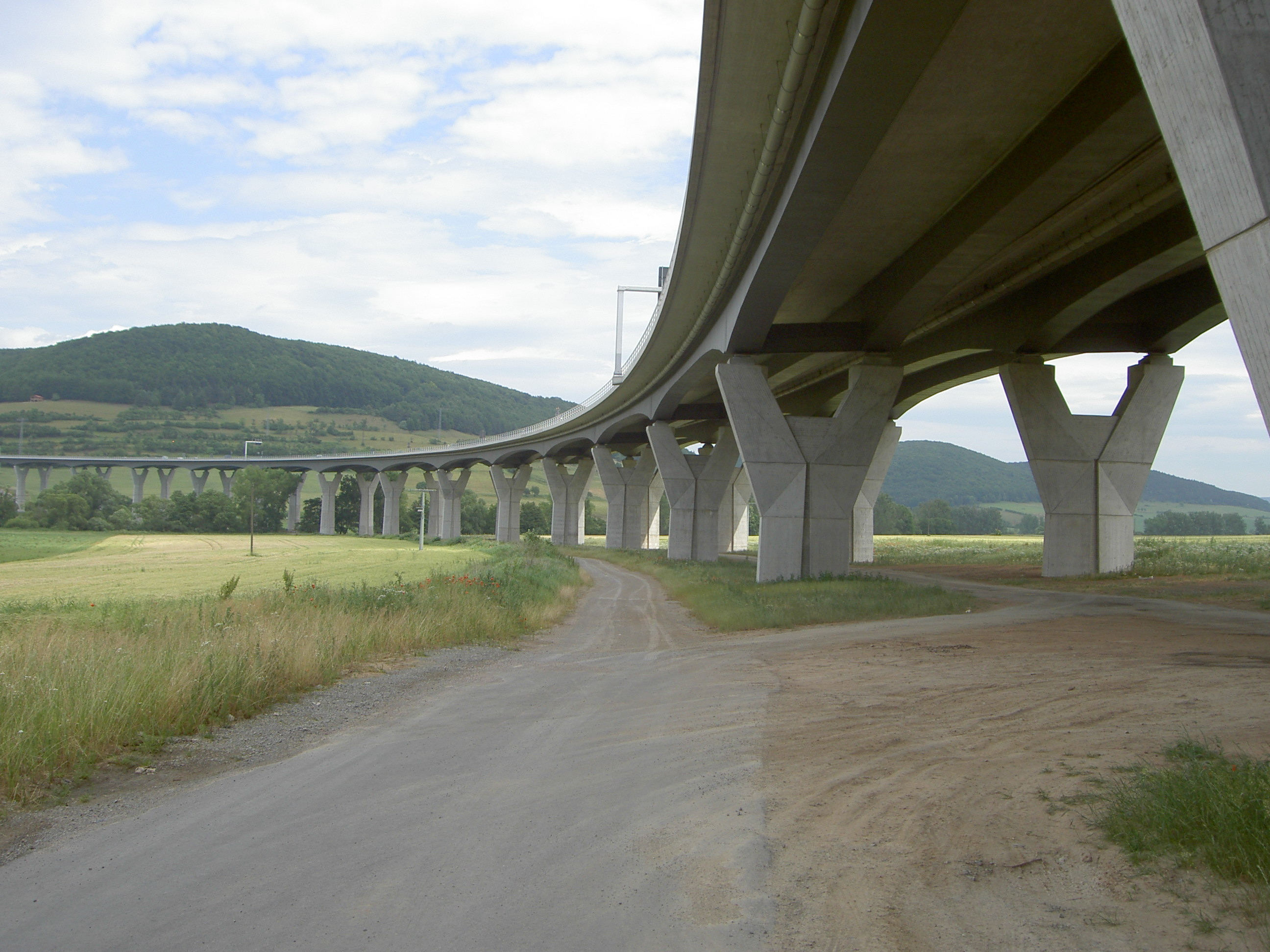
Viaductul Werra
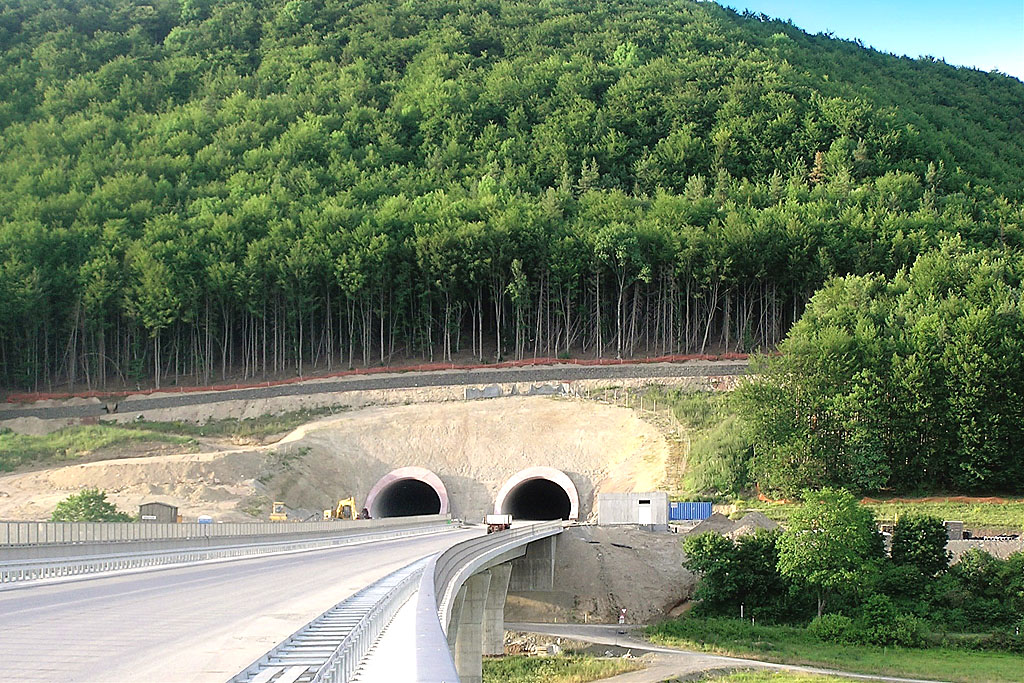
Tunnel Eichelberg portalul de sud, (2005 încă în construcție)